# Rhigozum
Rhigozum é um género botânico pertencente à família Bignoniaceae.

## Espécies
| - Rhigozum angolense - Rhigozum brachiatum - Rhigozum brevispinosum - Rhigozum linifolium - Rhigozum madagascariense - Rhigozum obovatum | - Rhigozum somalense - Rhigozum spinosum - Rhigozum trichotomum - Rhigozum virgatum - Rhigozum zambesiacum |